# شهر سمام (كجيد)
شهر سمام (بالفارسية: شهرسمام) هي قرية تقع في إيران في قسم كجيد الريفي. يقدر عدد سكانها بـ 34 نسمة بحسب إحصاء 2016.